# Radów
Radów – wieś sołecka w Polsce położona w województwie lubuskim, w powiecie słubickim, w gminie Rzepin.
W latach 1975–1998 miejscowość administracyjnie należała do województwa gorzowskiego.
W miejscowości działało państwowe gospodarstwo rolne – Zakład Rolny w Radowie wchodzący w skład Lubuskiego Kombinatu Rolnego w Rzepinie.
Miejscowość położona jest przy drodze wojewódzkiej nr 139 Górzyca – Rzepin. W miejscowości jest przystanek kolejowy Radów

## Zabytki
Do wojewódzkiego rejestru zabytków wpisany jest kościół rzymskokatolicki pw. Najświętszego Serca Pana Jezusa z XIII w. (poewangelicki)

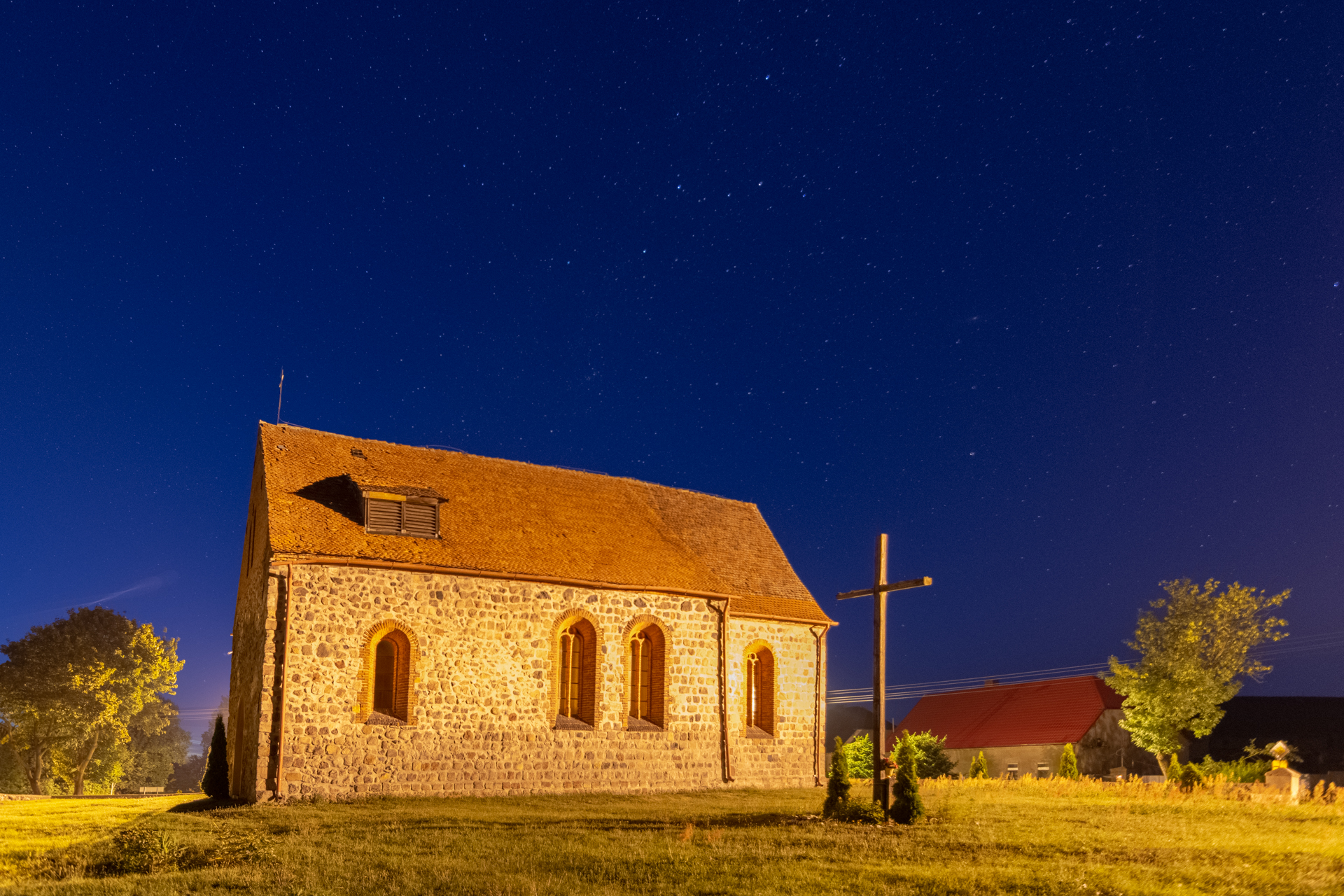
Kościół pw. Najświętszego Serca Jezusa